# إدواردو أرز
إدواردو أرز (بالبرتغالية: Eduardo Arroz‏) هو لاعب كرة قدم برازيلي في مركز الهجوم، ولد في 4 مايو 1981 في Itaporã ‏ في البرازيل. لعب مع نادي بونتي بريتا ونادي تريزه ونادي ميراسول.

## وصلات خارجية
- إدواردو أرز على موقع قاعدة بيانات كرة القدم.إي يو (الإنجليزية)
- إدواردو أرز على موقع Soccerway.com (الإنجليزية)